# Sommier (literie)

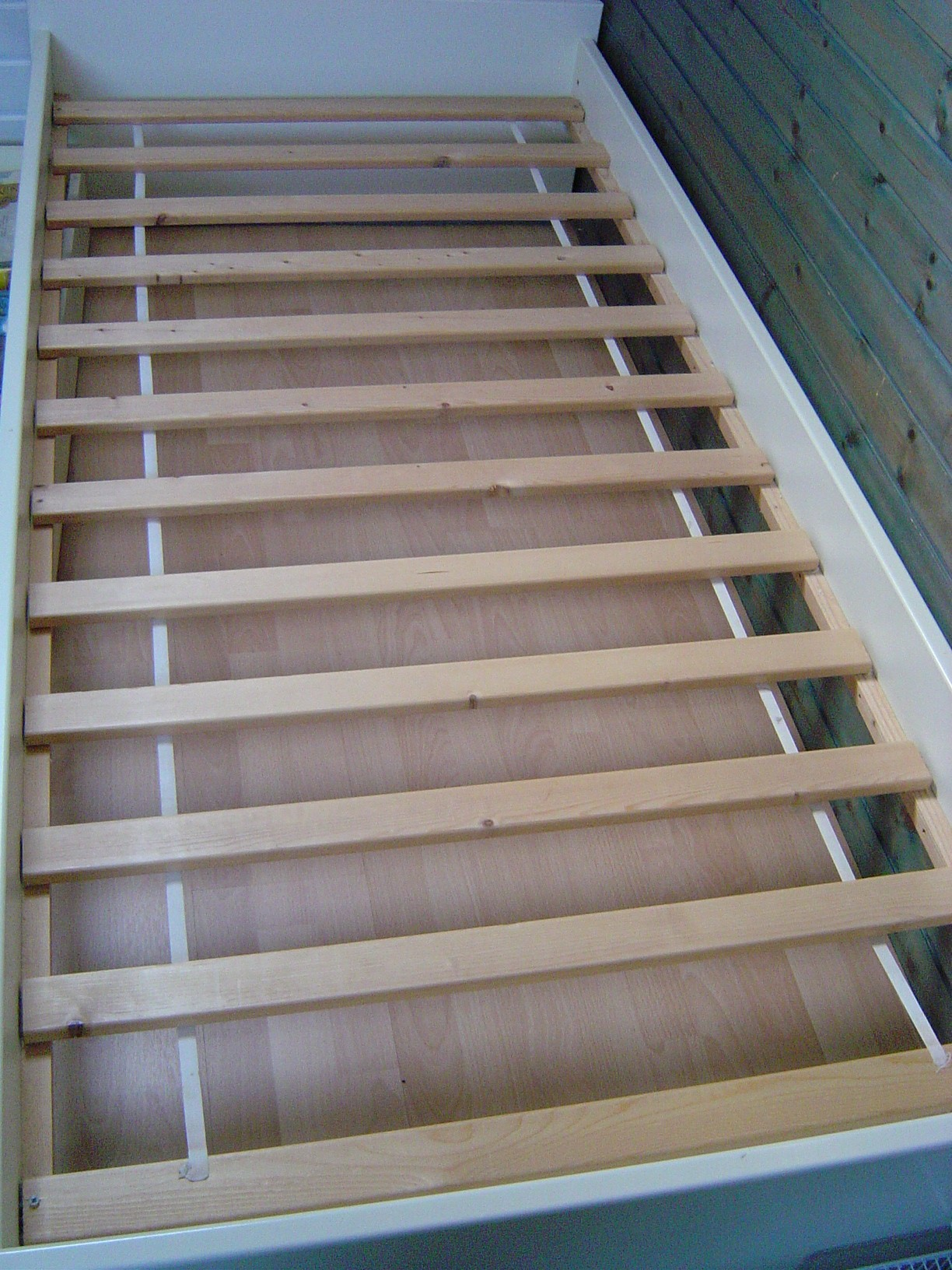
Sommier à lattes

Un sommier, ou cadre de lit, est un système sur lequel un matelas est posé, afin d'obtenir une surface suffisamment rigide et souple pour pouvoir dormir.

## Description
Le châlit au Moyen Âge renfermait un sommier constitué d'une planche (châlit bordé) ou d’un fond de cordes ou de nattes entrecroisées (châlit cordé).
Il existe des sommiers en tissu métallique, des sommiers à ressorts, des sommiers à lattes ou à cordages (ces derniers notamment en Asie).
Le sommier est généralement fixé à des pieds, afin qu'il ne repose pas directement sur le sol, pour des raisons d'hygiène et de facilité de nettoyage.
Un cadre à lattes est composé de quatre tubes métalliques disposés en rectangle, sur lesquels sont fixées les lattes.
Un sommier tapissier, lui, est plus complet. Il est fermé et a vaguement l'apparence d'un matelas ; on ne voit pas l'intérieur.
- Les sommiers à lattes nues augmentent la fermeté du soutien du corps. Pour une plus grande fermeté, on peut choisir un sommier renforcé par des contre-lattes ou des ressorts.
- Les sommiers à lattes tapissiers sont parfaits avec les matelas en mousse et peuvent être utilisés avec certains matelas à ressorts. Leur élasticité garantit un très bon soutien. Ils sont souvent réalisés à partir d’une structure flexible en lattes de bois sur laquelle il y a un bloc de mousse.